# Буттельштедт
Буттельштедт (нем. Buttelstedt) — город в Германии, в земле Тюрингия. 
Входит в состав района Веймар. Подчиняется управлению Буттельштедт. Население составляет 1342 человека (на 31 декабря 2010 года). Занимает площадь 18,82 км². Официальный код — 16 0 71 011.
Город подразделяется на 8 городских районов.